# Greensboro (Maryland)
Greensboro és una població dels Estats Units a l'estat de Maryland. Segons el cens del 2000 tenia 1.632 habitants.

## Demografia
Segons el cens del 2000, Greensboro tenia 1.632 habitants, 616 habitatges, i 407 famílies. La densitat de població era de 940,5 habitants/km².
Dels 616 habitatges en un 40,6% hi vivien nens de menys de 18 anys, en un 41,7% hi vivien parelles casades, en un 19,6% dones solteres, i en un 33,9% no eren unitats familiars. En el 29,1% dels habitatges hi vivien persones soles el 13,6% de les quals corresponia a persones de 65 anys o més que vivien soles. El nombre mitjà de persones vivint en cada habitatge era de 2,64 i el nombre mitjà de persones que vivien en cada família era de 3,28.
Per edats la població es repartia de la següent manera: un 32,4% tenia menys de 18 anys, un 9,4% entre 18 i 24, un 29,4% entre 25 i 44, un 16,5% de 45 a 60 i un 12,3% 65 anys o més.
L'edat mediana era de 31 anys. Per cada 100 dones de 18 o més anys hi havia 80,8 homes.
La renda mediana per habitatge era de 31.397 $ i la renda mediana per família de 36.083 $. Els homes tenien una renda mediana de 27.092 $ mentre que les dones 20.729 $. La renda per capita de la població era de 13.787 $. Entorn del 15,6% de les famílies i el 16,5% de la població estaven per davall del llindar de pobresa.

## Poblacions més properes
El següent diagrama mostra les poblacions més properes.